# Lamprotornis pulcher
Estorninho-de-barriga-ruiva ou estorninho-de-barriga-castanha (Lamprotornis pulcher) é uma espécie de passeriforme da família Sturnidae.
Pode ser encontrada nos seguintes países: Burkina Faso, Camarões, Chade, Costa do Marfim, Eritreia, Etiópia, Gambia, Gana, Guiné, Guiné-Bissau, Mali, Mauritania, Niger, Nigéria, Senegal, Sudão e Togo.